# Susan Silo
Pour les articles homonymes, voir Susan et Silo.
Susan Silo est une actrice américaine née le 27 juillet 1942 à New York aux États-Unis.

## Biographie
Elle est l'épouse de l'acteur Burr DeBenning.

## Filmographie
- 1961 : Love in a Goldfish Bowl : Jenny
- 1962 : Convicts 4 de Millard Kaufman : Resko's Daughter
- 1963 : Harry's Girls (série télévisée) : Rusty
- 1965 : McHale's Navy Joins the Air Force : Smitty
- 1965 : Les Mystères de l'Ouest (The Wild Wild West), (série télévisée) - Saison 1 épisode 9, La Nuit du Couteau à double tranchant (The Night of the Double-Edged Knife), de Don Taylor : Little Willow
- 1966 : Occasional Wife (série télévisée) : Vera Frick
- 1971 : Marriage: Year One (TV) : Shirley Lemberg
- 1974 : Yes Virginia, There Is a Santa Claus (TV)
- 1977 : Once Upon a Brothers Grimm (TV) : Little Red Riding Hood
- 1977 : C B Bears (série télévisée) : Various (voix)
- 1981 : Les Schtroumpfs ("Smurfs") (série télévisée) : Additional Voices (voix)
- 1982 : Pac-Man (Pac-Man) (série télévisée) : Sue (voix)
- 1982 : Christmas Comes to PacLand (TV) : Sue (voix)
- 1984 : Kidd Video (série télévisée) : She Lion (voix)
- 1985 : Robotix (vidéo) : Nara (voix)
- 1985 : Robotix (série télévisée) : Compucore, Narra (voix)
- 1985 : Starchaser: The Legend of Orin
- 1986 : InHumanoids (série télévisée) : Sandra Shore / Cypher / Cypheroid (voix)
- 1986 : Dot and Keeto : Yellow Jacket
- 1986 : InHumanoids: The Movie : Sandra Shore (voix)
- 1989 : Pryde of the X-Men (TV) : The White Queen (voix)
- 1989 : Ring Raiders (série télévisée) : Siren
- 1989 : Cathy's Valentine (TV) : Janet (voix)
- 1990 : Super Baloo ("TaleSpin") (série télévisée) : Additional Voices (voix)
- 1990 : Jetsons: The Movie : Additional Voices (voix)
- 1990 : Le Magicien d'Oz ("The Wizard of Oz") (série télévisée) : Munchkin Mayor (voix)
- 1990 : Zazoo U (série télévisée) : Tess (voix)
- 1990 : Capitaine Planète (Captain Planet and the Planeteers) (série télévisée) : Additional Voices (voix)
- 1991 : The Toxic Crusaders (série télévisée) : Additional Voices (voix)
- 1991 : Myster Mask ("Darkwing Duck") (série télévisée) : Additional Voices (voix)
- 1991 : ProStars (en) (série télévisée) : Mama (voix)
- 1991 : James Bond Junior (série télévisée) (voix)
- 1992 : Super Dave: Daredevil for Hire (en) (série télévisée) : Various (voix)
- 1992 : Bébé's Kids (en) : Ticketlady / Saleswoman / Nuclear Mother / Rodney Rodent
- 1992 : Les Aventures de Fievel au Far West (Fievel's American Tails) (série télévisée) : Mama Mousekiwitz (voix)
- 1993 : Les Motards de l'espace (Biker Mice from Mars) (série télévisée) : Dr. Karbunkle (voix)
- 1993 : Le Voyage d'Edgar dans la forêt magique (Once Upon a Forest) : Russell's Mother (voix)
- 1994 : The High Crusade : Alien 3 (voix)
- 1995 : Félix le chat ("The Twisted Adventures of Felix the Cat") (série télévisée) : Additional Voices (voix)
- 1996 : Siegfried & Roy: Masters of the Impossible (vidéo) : Additional Voices (voix)
- 1997 : Babes in Toyland : Scat (voix)
- 1997 : Channel Umptee-3 (série télévisée) : Polly (voix)
- 1997 : Tamagotchi Video Adventures (vidéo) : Voice Actor
- 1999 : Kiss Toledo Goodbye : Mrs. Beidekker
- 2002 : Lilo & Stitch : Additional Voice (voix)
- 2003 : Jakers! The Adventures of Piggley Winks (série télévisée) : Miss Nanny (voix)
- 2006 : Dr. Dolittle 3 (vidéo) : Mary the Goat (voix)
- 2006 : Lucas, fourmi malgré lui (The Ant Bully) : Ant #4 (voix)